# Halinów
Halinów er en landsby i Polen. Halinów har en befolkning på 3.369 indbyggere.
52°12′N 21°24′Ø / 52.2°N 21.4°Ø